# 새, 벽
《새, 벽》은 부활의 8집 음반이다. 15년 만에 이승철과 재결합하여 녹음한 음반이다. 당시 이승철과 부활 김태원의 재결합은 사회적으로 큰 이슈가 되었고, 이후 발매된 곡들도 크게 성공 하게 된다. 하지만 두 사람은 또 다시 서로의 의견이 맞지 않아 갈라서게 되었다. 부활의 기타리스트 김태원은 2003년도 KBS 가요대상에서 <Never Ending Story>로 작사, 작곡상을 받게 되었다.

## 수록곡
- 전체 편곡: 김태원

| #   | 제목                                   | 작사   | 작곡   | 재생 시간 |
| --- | -------------------------------------- | ------ | ------ | --------- |
| 1.  | 새벽                                   | 김태원 | 김태원 | 5:46      |
| 2.  | 섬                                     | 김태원 | 서재혁 | 4:25      |
| 3.  | 눈먼 아이가 본 풍경                    |        | 김태원 | 4:53      |
| 4.  | 회상Ⅱ                                  | 김태원 | 김태원 | 4:57      |
| 5.  | 네번째 회상                            | 김태원 | 김태원 | 3:39      |
| 6.  | Never Ending Story                     | 김태원 | 김태원 | 4:14      |
| 7.  | R.E.M                                  | 김태원 | 김태원 | 4:13      |
| 8.  | 시계의 반대 방향                       |        |        | 4:27      |
| 9.  | 비와 당신의 이야기                     | 김태원 | 김태원 | 6:06      |
| 10. | 천국에서Ⅱ                              | 김태원 | 김태원 | 4:36      |
| 11. | Never Ending Story (Orchestra Session) |        | 김태원 | 4:15      |

## 곡 설명
- 〈눈먼 아이가 본 풍경〉은 연주곡이다.
- 〈회상II〉는 2집에 수록되었던 곡을 재녹음한 것이다.
- 〈시계의 반대방향〉은 연주곡이다.
- 〈비와 당신의 이야기〉는 1집에 실렸던 곡을 재녹음한 것이다.
- 〈천국에서II〉는 2집에 수록되었던〈천국에서〉를 잇는 곡이다.
- 트랙 11번〈Never Ending Story〉(Orchestra Session)는 보너스 트랙이다.

## 만든 사람
- 보컬 : 이승철
- 기타 : 김태원
- 베이스 : 서재혁
- 드럼 : 채제민
- 키보드 : 엄수한